# Palermo FC
Palermo Football Club är en fotbollsklubb från Palermo i Italien. Klubben spelar i Serie B.
Klubben spelar heta derbyn mot Catania, det så kallade sicilianska derbyt. Med totalt 25 säsonger i Serie A är klubben det sicilianska lag som har spelat mest i den högsta divisionen. 

## Historia
Det finns en viss debatt om det exakta datum för när klubben grundades: det kan ha varit så tidigt som 1898, enligt dokument skrivna till Joseph Whitaker, engelsk konsult i Palermo och som ursprungligen tros vara klubbens första president, om att ett fotbollslag i Palermo bildades samma år. Men det mest gemensamma och officiellt angivna datumet för grundandet är den 1 november 1900, som Anglo Panormitan Athletic och Football Club. Klubben uppges vara grundad av Ignazio Majo Pagano, en ung Palermo-kollega till Whitaker som hade upptäckt fotboll på college i London, England, där sporten redan var populär. Styrelsen i Palermo fotbollsorganisation bestod av 3 engelsmän och 9 invånare i Palermo, med Whitaker som hedersordförande, Edward De Garston som första ordförande och rött och blått som originalfärger för klubben. 
Den första kända match, som spelades av Palermo var den 30 december 1900, den som slutade i en seger med 5-0 för ett oidentifierat engelskt amatörlag. Den första officiella matchen, spelades den 18 april 1901 mot Messina Football Club och slutade i en 3-2-vinst för Palermo.
Under 1907 har föreningen bytt namn till Palermo Foot-Ball Club, och lagets färger ändrades till nuvarande rosa och svart. Från 1908 fram till den sista 1914, fanns Palermo med i Lipton Challenge Cup, organiserad av den engelska miljardären sir Thomas Lipton. Tävlingen såg dem möta Neapel, Palermo vann tävlingen tre gånger, bland annat en 6-0-seger 1912.
Renzo Barbera (1920 – 2002) var lagets ordförande under elva år, från 1970 till 1981. Han tog klubben till två finaler i Coppa Italia, som man dock förlorade. Efter honom heter US Città di Palermos hemmaarena numera Stadio Renzo Barbera.
Den 16 juli 2020 bytte klubben namn till Palermo Football Club.

## Spelare

### Spelartrupp
Uppdaterad per den 25 januari 2021
| Nr | Land      | Pos | Namn                  |
| -- | --------- | --- | --------------------- |
| 1  | Italien   | MV  | Alberto Pelagotti     |
| 2  | Albanien  | F   | Masimiliano Doda      |
| 3  | Italien   | F   | Niccolò Corrado       |
| 4  | Italien   | F   | Andrea Accardi        |
| 5  | Italien   | MF  | Andrea Palazzi        |
| 6  | Italien   | F   | Roberto Crivello      |
| 7  | Italien   | A   | Roberto Floriano      |
| 8  | Frankrike | MF  | Malaury Martin        |
| 9  | Italien   | A   | Andrea Saraniti       |
| 10 | Italien   | A   | Andrea Silipo         |
| 11 | Argentina | A   | Mario Alberto Santana |
| 12 | Italien   | MV  | Mattia Fallani        |
| 13 | Italien   | F   | Edoardo Lancini       |

| Nr | Land    | Pos | Namn                       |
| -- | ------- | --- | -------------------------- |
| 14 | Italien | A   | Nicola Valente             |
| 15 | Italien | F   | Ivan Marconi               |
| 16 | Italien | F   | Manuel Peretti             |
| 17 | Italien | A   | Lorenzo Lucca              |
| 18 | Italien | MF  | Francesco De Rose          |
| 19 | Ghana   | MF  | Moses Odjer                |
| 20 | Senegal | A   | Mamadou Yaye Kanoute       |
| 21 | Italien | MF  | Jeremie Delphin Broh Tonye |
| 23 | Italien | A   | Nicola Rauti               |
| 24 | Italien | F   | Michele Somma              |
| 26 | Gambia  | F   | Bubacarr Marong            |
| 27 | Italien | MF  | Gregorio Luperini          |
| 29 | Italien | F   | Alberto Almici             |

### Kända spelare
Argentina
- Paulo Dybala
- Javier Pastore

Australien
- Mark Bresciano

Brasilien
- Amauri

Danmark
- Simon Kjaer

Italien
- Marco Amelia
- Andrea Barzagli
- Federico Balzaretti
- Franco Causio
- Eugenio Corini
- Fabio Grosso
- Fabio Liverani
- Fabrizio Miccoli
- Antonio Nocerino
- Salvatore Sirigu
- Luca Toni
- Cristian Zaccardo

Sverige
- Rune Börjesson
- Lennart Skoglund
- Oscar Hiljemark
- Robin Quaison

Tjeckien
- Čestmír Vycpálek

Uruguay
- Edinson Cavani